# Embalse de Albagés
El embalse de Albagés es una infraestructura hidráulica española situada en el municipio de Albagés, provincia de Lérida, Cataluña.
Se ha proyectado como un embalse de regulación que almacena los caudales procedentes del embalse de Rialb a través del Canal Segarra-Garrigas, punto de inicio del canal. En un inicio se previó que estuviera en funcionamiento en septiembre de 2013, pero debido a retrasos en la ejecución del proyecto, aún no ha finalizado, y se fijó la nueva fecha de finalización primero para 2017 y después para 2021. Tendrá una capacidad de cerca de 80 hectómetros cúbicos, comparable a la de la presa de Oliana.
La presa es de tipo materiales sueltos, de 85 metros de altura sobre el cauce y de 90 metros sobre los cimientos. La longitud de coronación será de 763 metros y su anchura de 10 metros.